# Llano de Bureba
Llano de Bureba è un comune spagnolo di 61 abitanti situato nella comunità autonoma di Castiglia e León.

## Località
Oltre al capoluogo il comune comprende le seguenti località:
- Moscadero
- Movilla